# Menophra olginaria
Menophra olginaria är en fjärilsart som beskrevs av Swinhoe 1904. Menophra olginaria ingår i släktet Menophra och familjen mätare. Inga underarter finns listade i Catalogue of Life.